# Sultanpur
Sultanpur é uma aldeia no distrito de Shaheed Bhagat Singh Nagar, do estado de Punjab, Índia. Ela está localizada a 31 quilómetros de distância de Dayalpur, a 16 quilómetros de Nawanshahr, a 18 quilómetros da sede do distrito Shaheed Bhagat Singh Nagar e a 88 quilómetros da capital Chandigarh. A aldeia é administrada por um Sarpanch, um representante eleito da aldeia.

## Demografia
De acordo com o censos de 2011, a aldeia tem um número total de 48 casas e uma população de 229 elementos, dos quais 120 são do sexo masculino e 109 são do sexo feminino de acordo com o relatório publicado pelo Censo da Índia em 2011. A taxa de alfabetização da aldeia é 74.29%, inferior à media do estado, que é de 75.84%. A população de crianças sob a idade de 6 anos é de 19, que é 8.30% da população total da aldeia, e a relação do sexo das criança é aproximadamente 900 , quando comparada à média do estado de Punjab de 846. A maioria das pessoas pertence ao grupo Schedule Caste, constituindo cerca de 66.81% da população da aldeia. De acordo com o relatório publicado pelo Censo da Índia em 2011, 133 pessoas estavam envolvidas em actividades de trabalho fora da população total da aldeia que inclui 71 homens e 62 mulheres. De acordo com o relatório de pesquisa de censo de 2011, 48.87% dos trabalhadores descrevem seu trabalho como principal trabalho e 51.53% dos trabalhadores estão envolvidos na actividade marginal, que fornece subsistência por menos de 6 meses.

## Transporte
A estação ferroviária de Nawanshahré a estação de comboio mais próxima, no entanto, a estação ferroviária de Garhshankar fica a 28 quilómetros de distância da aldeia. O Aeroporto de Sahnewal é o aeroporto doméstico mais próximo, encontrando-se a 45 quilómetros, em Ludhiana, e o aeroporto internacional mais próximo fica situado em Chandigarh. Outro aeroporto internacional, o de Sri Guru Ram Dass Jee, é o segundo aeroporto internacional mais próximo, que fica a 170 quilómetros.